# Neunkirchen (Hunsrück)
Neunkirchen is een plaats in de Duitse deelstaat Rijnland-Palts, en maakt deel uit van de Landkreis Bernkastel-Wittlich.
Neunkirchen telt 141 inwoners.

## Bestuur
De plaats is een Ortsgemeinde en maakt deel uit van de Verbandsgemeinde Thalfang am Erbeskopf.